# Gorenje (Kočevje)
Gorenje is een plaats in Slovenië en maakt deel uit van de gemeente Kočevje in de NUTS-3-regio Jugovzhodna Slovenija. De plaats telde 382 inwoners op 1 januari 2020.